# محلول هارتمان
محلول هارتمان أو مركب لاكتات الصوديوم هو محلول بلوراني متساوي التوتر مع الدم ومُعد ليحقن في الوريد. محلول هارتمان يستخدم لتعويض سوائل الجسم والأملاح المعدنية التي قد تكون فقدت لمجموعة متنوعة من الأسباب الطبية. إنه مناسب خاصًة عندما ينتج من الخسائر تواجد الكثير جدًا من الحمض في الدم وهو مشابه جدًا، وإن لم يكن متطابقًا إلى محلول رينغر اللاكتاتي، التركيزات الأيونية قد تختلف قليلاً.
تمت تسمية المحلول بهذا الاسم على طبيب الأطفال آليكسيس ف. هارتمان (1898-1964).

## نظرة عامة
لتر واحد من محلول هارتمان يحتوي على:
| لاكتات الصوديوم (C3H5O3Na)                   | 3.22 غرام/لتر |
| كلوريد البوتاسيوم (KCl)                      | 0.4 غرام/لتر  |
| كلوريد الصوديوم (NaCl)                       | 6 غرام/لتر    |
| كلوريد الكالسيوم ثنائي الهيدرات (CaCl2·2H2O) | 0.27 غرام/لتر |

أو بنسبة المولي:
- 131 مليمول/لتر من أيونات الصوديوم
- 111 مليمول/لتر من أيونات كلوريد
- 29 مليمول/لتر من اللاكتات
- 5 مليمول/لتر من أيونات البوتاسيوم
- 2 مليمول/لتر من أيونات الكالسيوم

هذه يساولي إلى 274 مليأسمول/لتر في التركيز الأسموزي.
عموماً، الصوديوم، الكلوريد، البوتاسيوم، واللاكتات يأتون من NaCl (كلوريد الصوديوم)، NaC3H5O3  (لاكتات الصوديوم)، CaCl2 (كلوريد الكالسيوم)، و KCl (كلوريد البوتاسيوم).
يتم تقديم محلول هارتمان عن طريق الوريد (بالتنقيط) ويمكن حقنه في معدلات مختلفة اعتماداً على المؤشرات والاستعجال. درجة الحموضة هي 6.5.

## الموانع
محلول هارتمان قد يكون نسبياً ممنواع الاستعمال على المرضى الذين يعانون من مرض السكري، باعتبار واحد من تصاوغات اللاكتات هو مستحدث للجلوكوز.

## الآثار الجانبية
إذا تم حقن سائل بشكل مفرط، اليدين، الكاحلين، والقدمين قد يتورّمان قليلاً بسبب احتباس السوائل. نادراً، الرئتين يمكن أيضاً أن تتأثرا من احتباس السوائل هذا، ومما قد يسبب صعوبة في التنفس. الأعراض الأخرى المحتملة تشمل الغثيان، القيء، الصداع، الدوخة، النعاس، الارتباك، والتهاب أو تورم الأوردة حول موقعة الحقن.